# 최수원 (야구인)
최수원(崔秀原, 1967년 8월 3일 ~ )은 대한민국의 야구인으로 1994년부터 KBO 리그 심판위원 겸 KBO 리그 심판위원 팀장으로 활동 중이며 롯데 자이언츠의 투수로 활약했던 최동원의 동생으로도 알려져 있다.

## 학력
- 경남고등학교
- 동아대학교

## 경력
- 한국야구위원회 심판위원회 위원
- 한국야구위원회 심판위원회 팀장